# بيلي آدامز (سياسي)
بيلي آدامز (بالإنجليزية: Billy Adams)‏ هو سياسي أمريكي، ولد في 15 فبراير 1861 في ويسكونسن في الولايات المتحدة، وتوفي في 4 فبراير 1954 في ألاموسا في الولايات المتحدة. حزبياً، نشط في الحزب الديمقراطي. وقد انتخب Governor of Colorado ‏ (11 يناير 1927 – 10 يناير 1933) وانتخب عضو مجلس نواب كولورادو.